# Pescantina
Pescantina és un comune (municipi) de la província de Verona, a la regió italiana del Vèneto, situat a uns 110 quilòmetres a l'oest de Venècia i a uns 11 quilòmetres al nord-oest de Verona.
A 1 de gener de 2020 la seva població era de 17.476 habitants.
Pescantina limita amb els següents municipis: Bussolengo, Pastrengo, San Pietro in Cariano, Sant'Ambrogio di Valpolicella i Verona.